# Жуэ-сюр-л’Обуа
Жуэ́-сюр-л’Обуа́ (фр. Jouet-sur-l'Aubois) — коммуна во Франции, находится в регионе Центр. Департамент — Шер. Входит в состав кантона Ла-Герш-сюр-л’Обуа. Округ коммуны — Сент-Аман-Монтрон.
Код INSEE коммуны — 18118.

## География
Коммуна расположена приблизительно в 210 км к югу от Парижа, в 125 км юго-восточнее Орлеана, в 50 км к востоку от Буржа.
По территории коммуны проходит Боковой канал Луары и протекают реки Луара и Обуа.

## Население
Население коммуны на 2008 год составляло 1506 человек.
| 1962 | 1968 | 1975 | 1982 | 1990 | 1999 | 2008 |
| ---- | ---- | ---- | ---- | ---- | ---- | ---- |
| 1458 | 1551 | 1616 | 1488 | 1395 | 1341 | 1506 |

## Администрация
| Период | Период | Фамилия      | Партия        | Примечания |
| ------ | ------ | ------------ | ------------- | ---------- |
| 2001   | 2008   | Патрик Валло | Разные правые |            |
| 2008   | 2014   | Серж Лоран   |               |            |

## Экономика
В 2007 году среди 888 человек в трудоспособном возрасте (15-64 лет) 632 были экономически активными, 256 — неактивными (показатель активности — 71,2 %, в 1999 году было 69,8 %). Из 632 активных работали 553 человека (314 мужчин и 239 женщин), безработных было 79 (32 мужчины и 47 женщин). Среди 256 неактивных 46 человек были учениками или студентами, 109 — пенсионерами, 101 были неактивными по другим причинам.

## Достопримечательности
- Церковь Сен-Жермен (XIX век)
- Руины часовни (XII век)
- Средневековый мотт